# Яринівка (Рівненський район)
Яри́нівка — село в Україні, в Рівненському районі Рівненської області. Населення становить 857 осіб.
Розташоване на відстані 52 км від районного центру, за 18 км від центру громади. Через село проходить автострада міждержавного значення та залізниця сполучення Рівне — Сарни. Село у складі Малинської громади, раніше було центром Яринівської сільської ради.

## Історія
В давнину на місці нашого села була пречудова природа, якої майже не торкалася людська рука. За переказами наших дідів і прадідів, це була краса, яку тепер рідко де знайдеш. Чудові ліси, бори, гаї, трави, квіти, що своїм різнобарв'ям прикрашали луки, галявини. А скільки, говорять, серед цієї краси було пташиного співу, якими пахощами сповнювалось повітря. В лісах водилися різні звірі, яким майже нічого не загрожувало. Було багато боліт, річок, озер з чистою водою. І ось серед цієї краси почало зароджуватися село. А відбувалося це так.
Відомо, що Яринівка заснована наприкінці XV століття на ґрунтах села Яблуне Альбрехтом Радзивилом, а перша згадка в історичних документах сягає 1696 року. Село назвали на честь дружини пана Регіни. спочатку Райнівкою (Регінівкою) А пізніше почали називати Яринівка.
Історія села тісно пов'язана з історією нашого краю, хоча археологічних пам'яток на території села не збереглося. Проте з назв хуторів і урочищ можна дізнатись про героїчне минуле нашого села. Одне із боліт в лісі, за селом носить назву «Татарське». Легенда розповідає, що в період монголо-татарського нашестя тут заблукав загін монголо-татар. Їм так і не вдалося вибратись із дрімучого лісу, вороги знайшли свою смерть у топких болотах.

### Гетьманщина
Друга легенда пов'язана з козацькою добою в історії. Розповідали, що якоїсь пори, якоїсь днини їхав загін козаків, і один із них загубив калитку (невеличка торбинка зі шкіри чи тканини, в яких носили гроші) і повернувся за нею. Невідомо, чи знайшов він її чи ні, а те місце почали називати Закалиття. Пізніше тут поселилися люди, а свій хутір вони так і називали — Закалиття.

### Російська імперія
З 1873 року землі села належали поміщику Івану Миколайовичу Рибчинському. Пізніше Яринівка перейшла у володіння поміщику Ільяшенку, яринівці називали його пан Ляшенко. Він мав 5784 десятин землі. Зі спогадів старожилів села: "Пан Ляшенко хотів мати кращі землі, але в одному місці (його земля була розкидана в різних місцях і межувалася з людською землею), тому землю пан наділяв людям в інших місцях, куди вони і поселялися. Так почали створюватися хутори: Закалиття, Заклиння, Скородне, Рожок, Дубрівка, Молодичче, Паровище, Будище, Кругла, Дьогтярня, Колоково. Деякі назви говорять самі за себе, а деякі мають свої легенди, тлумачення.
Російський письменник Олександр Купрін згадував і описував село у повісті «Олеся». В 1884—1885 рр. через село була прокладена залізниця Здолбунів — Лунінець.

### Українська Народна Республіка
З 1917 року село належить до Української Народної Республіки.
Втім, внаслідок військової поразки українців територія Західної Волині опиняється під владою Польщі.

### Польська Республіка
Дуже довгий час поряд з українцями на території нашого села проживали поляки. Переселення почалося в 1922—1923 роках, після того, як було підписано Ризький мирний договір і землі західних областей України відійшли до складу Польща. Переселенці поселилися на хуторах Паніво, Дубрівка, Зауголлє. Паніво ділилося на дві частини: там де жили поляки — звали Паніво, а де українці — Дучина. Земля була вкрита багном і вересом. Люди почали обробляти ту землю, викорчовувати й створювати угіддя.

### Село в період Другої Світової війни
Радянську владу в селі було встановлено у вересні 1939 року, після окупації Західної України Червоною Армією. Першим головою сільської ради був Сьомак І. Протягом двох років першої радянської окупації на західноукраїнських землях здійснювалася політика цілеспрямованого винищення української національно свідомої інтелігенції.
На територію Рівненської області гітлерівці увійшли 25 червня 1941 року, а вже 6 липня 1941 року опівдні зайняли селище Березне. Протягом липня 1941 року німці окупували Рівненську область.
Для управління українськими землями на більшості території окупованої УРСР був утворений райхскомісаріат «Україна». Центром його стало місто Рівне. У серпні 1941 року на окупованій території була введена німецька цивільна адміністрація: міські, районні, сільські управи, поліцейські органи. Вони одержали надзвичайні повноваження щодо загарбаної території. З перших днів окупації почалися масові вбивства, пограбування, запроваджувалася жорстока, каторжна праця — нацистський режим був не менш людиноненависницьким, аніж більшовицький. Зокрема, молодь села працювала на Костопільській залізниці. Більше 2 тисяч юнаків і дівчат Березнівського району були вивезені на каторжні роботи до рейху. Непокору німцям чинили цілі села, за що гітлерівці спалили ряд сіл району, в тому числі і частину Яринівки. В селі німецькі окупанти з'явилися 7 липня 1941 року.
На світанку 17 квітня 1943 року село Яринівка оточили гітлерівці. Людей в село пропускали, але із села не випускали нікого. Ще в суботу привезли полонених з Березного і змусили копати яму. Всіх людей загнали в школу і закрили. Біля дверей стояв староста села і держав списки жителів села в руках. Староста по списку викликав людей. Ті сім'ї, в яких були юнаки і дівчата, що мали їхати в Німеччину, а не поїхали — розстрілювали. Інших відводили німці вбік і примушували бути спостерігачами. За відмову їхати на примусові роботи в Німеччину було розстріляно більше 342 жителів села. Приміщення школи було спалено німцями.
Разом з українцями було розстріляно більше 130 поляків, які жили на хуторі Панєво. Із спогадів пані Зволінської, яка разом із сім'єю побувала в селі в 1989 році: «12 квітня 1943 року, а це була Вербна неділя, на хутір завітали озброєні гітлерівці. Юнаків і дівчат, яким було 14 і більше років посадили на підводи і повезли до Березного. А всім іншим жителям наказали з'явитися до школи. Тут вони були розстріляні разом із іншими жителями села. На другий день молодь із Березного повезли в Костопіль для відправки до Німеччини. На підводах залишився одяг і вони впізнавали по ньому своїх загиблих родичів.»
Із довідки комісії Березнівського виконкому районної ради депутатів трудящих: "22 листопада 1944 року комісія Березнівського виконкому районної ради депутатів трудящих склала акт про встановлення і розслідування злодіянь німецько-фашистських окупантів над мирними громадянами Березнівського району Рівненської області. В ході розслідування в селі Яринівка комісія знайшла і розкопала яму-могилу довжиною 10 метрів, шириною 5 метрів, глибиною 3 метри, в якій було знайдено 380 людських трупів цивільних громадян української та польської національностей. В ямі знайдено трупи жінок і чоловіків, які, обнявши двоє або троє дітей, лежали вниз обличчям на дітях, захищаючи їх собою. Комісія вважала, що розстріл проводився цілими сім'ями.

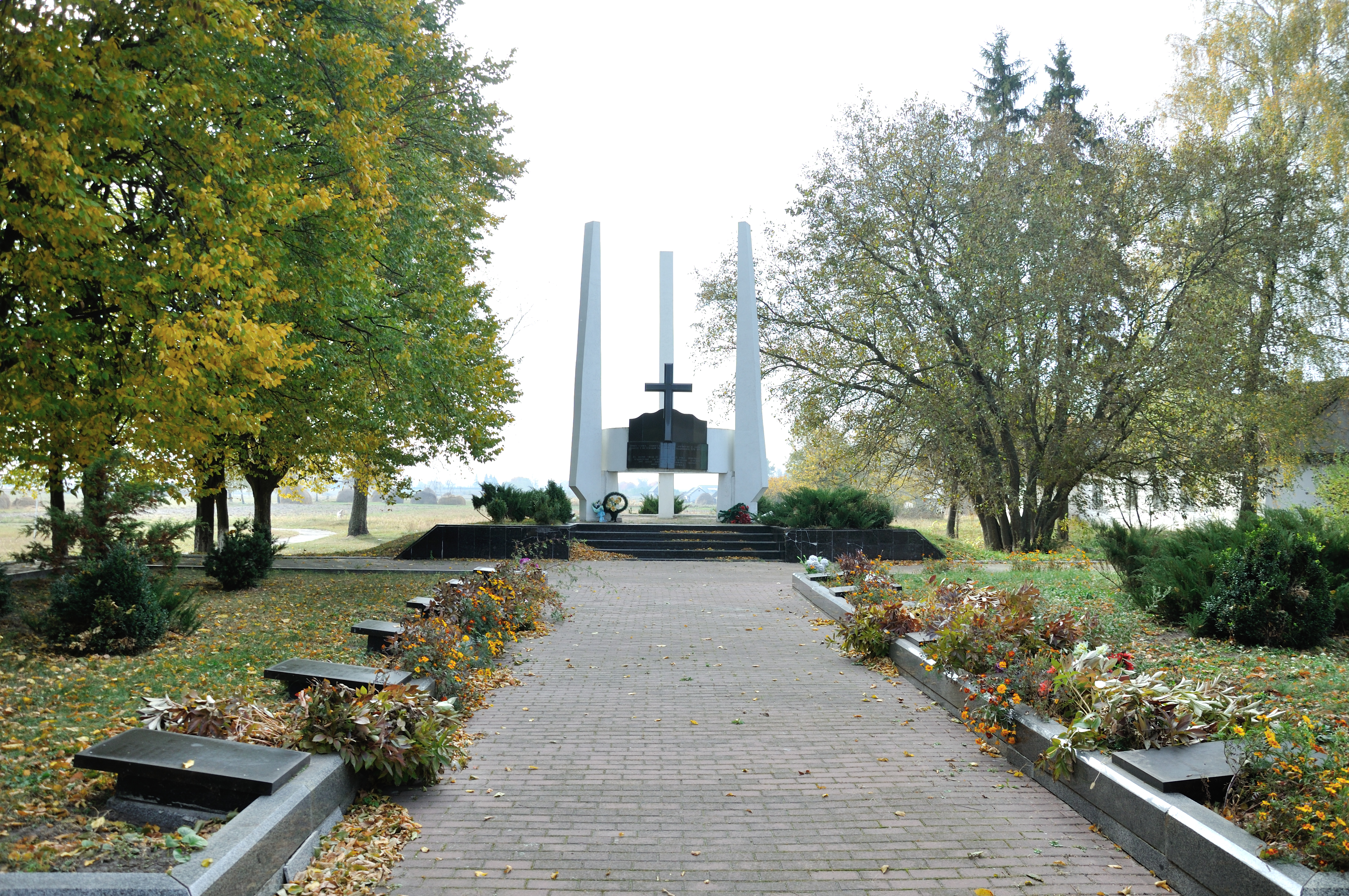
Братська могила жертв фашизму, с. Яринівка,.jpg

Зі спогадів Ковальчук Василиси Лукиничної, жительки села Пеньків Костопільського району Рівненської області, яка на час складання акту проживала в селі Яринівка, причиною розстрілу громадян стала їх відмова їхати на каторжні роботи до Німеччини. З її слів для проведення каральної акції в село приїхало 40-50 автомашин, на яких була розстрільна команда нацистів та велика кількість робітників, які викопали яму біля школи. Закінчивши кривавий розгул, гітлерівці підпалили школу і будинки тих жителів села, які були розстріляні.
Ранесенько на другий день люди, які залишилися живі, зібрались і насипали могилу та звели тимчасовий обеліск. 7 січня 1944 року село Яринівка відвоювала Червона Армія.
82 односельці брали участь у німецько-радянській війні на боці СРСР. 35 з них отримали радянські нагороди, 42 загинули. Серед уродженців Яринівки, що брали участь в Другій світовій війні на боці СРСР, були Трохим Борейчук, Василь Потапчук, Тихін Чепурко, Олексій Захарко.
На місці розстрілу мирних жителів в 1990 році було відкрито меморіал, реконструкція якого проведена в 2003 році. Гостями села були родичі загиблих односельців. В 1989 році меморіал відвідала сім'я пана Зволінського, які зараз проживають у Польщі. В 1996 році могилу своїх родичів відвідав пан П'єнта, який проживає у штаті Флорида, США. На відкритті реконструйованого меморіалу в 2003 році побувала польська делегація на чолі з міністром, головою Бюро Національної безпеки Республіки Польща паном Мареком Сівець. В 2005 році село відвідали пан Вірух Марек та пан Вірух Домінік, сім'ї яких до 1942 року проживали в селі Яринівка.

### Незалежна Україна
З 24 серпня 1991 село входить до складу незалежної України.

## Населення
За переписом населення 2001 року в селі мешкало 829 осіб.

### Мова
Розподіл населення за рідною мовою за даними перепису 2001 року:
| Мова       | Відсоток |
| ---------- | -------- |
| українська | 99,65 %  |
| російська  | 0,23 %   |
| білоруська | 0,12 %   |

## Освіта й культура
Розвиток освіти в селі Яринівка бере свій початок з 1911 року. Оскільки приміщення школи не було навчання проводилося у селянських хатах. За переказами старожилів, будівництво школи розпочалося тільки після візиту в село Малинськ російського царя Миколи ІІ. В 1904—1905 роках відбулася російсько-японська війна, в якій Росія зазнала поразки. В ході війни виявилося, що навіть рядові японської армії вміли читати та писати і орієнтувалися за топографічною картою, чого не можна було сказати про російську армію. І нібито після закінчення війни Микола ІІ видав указ про відкриття початкових шкіл у кожному селі Російської імперії.
Будівництво школи в селі Яринівка розпочалося в 1912році. А вже в наступному році в школі почали навчатися діти. Книги, зошити і ручки були безплатні. В школі була одна велика кімната і коридор. Всі учні були поділені на три групи за віком. Першим вчителем був Юхим Семенович Горбик. По національності росіянин. Він сам навчав 86 учнів. Дітей вчили читати, писати і рахувати, були уроки Закону Божого. Всі учні повинні були обов'язково знати табличку множення і вміти рахувати на рахівниці. Учнів, які не вміли рахувати і не знали таблиці множення, в наступний клас не переводили. В 1914 році біля школи були посаджені ялини.
Ю. С. Горбик навчав дітей до 1918 року. Після підписання Ризького мирного договору західноукраїнські землі відійшли до складу Польщі. В село почали переселятися польські сім'ї. Відновилось навчання в школі. До 1939 року в школі вивчали польську, українську мови, математику, Закон Божий. Починалось і закінчувалось навчання молитвою. Перед початком занять діти читали таку молитву: «Духу свєнтік, ктури освєтяш серце наших, додай нам добрую пайменьчь, абиш та наука билаш для нас спожитком чесним, вєчним. За пана нашого Єзуса, Мар'є крульова мульце за нами. Амен.» Після закінчення навчання читалась така молитва: «Дзинкуєм ті, Боже, за святло цей науки пред нєми дньом освєцем аби ми могли тєм волю твою випелнім навекі. Амен.» (Молитва записана зі слів жительки села Борейчук Євдокії Григорівни , 1912 р. н.).Навчали дітей такі вчителі: Коротчук Надія, Башкевич, Грицай, Синякевич.
Під час німецько-радянської війни навчання в школі не проводилось. В 1943 році після розстрілу мирних жителів частина села і школа були спалені.
Весною 1944 року після відновлення більшовицької влади відновилось заняття в школі. Завідувачкою школи була Матвієнко Олександра Гнатівна.
В 1947 року в село приїхала працювати Гавриленко Катерина Юхимівна. Вона закінчила Обухівське педучилище, це був перший післявоєнний випуск училища. Більшість випускників училища були направлені в західні області України. Катерина Юхимівна згадувала: «Ми добирались до села попутними машинами. Ще здалеку побачили високі ялини і стіну школи, яка виднілась між ялинами. Але виявилось, що школа, яка була спалена в 1943 році, ще була не відбудована. Діти навчались в селянських хатах.»
Учнів було багато, більше трьохсот. Навчання проводилось в дві зміни. Багато молоді приходило ввечері. Навчалися при світлі гасової лампи. Діти були дуже бідно одягнуті, одяг шили з домотканого полотна, дехто носив постоли або був босий. Але навчались діти з великою охотою. Відбудовувати школу почали в 1949 році. Тільки одну зиму провчились діти в новому приміщенні, а весною школа була спалена бандитами.
В 1949 році директором школи було призначено Жаданівського Івана Остаповича. Знову розпочалася будівництво приміщення школи. Проект школи склав сам директор. І за рік приміщення було відбудоване. Іван Остапович працював директором до 1952 року. В ці роки в школі працювали такі вчителі: Левицька Ніна Федорівна, Кобець Олена Дорофіївна, Портян Галина Іванівна, Мокроус Паша Іванівна, Матвієнко Віра Гнатівна, Полотнянко Олександра Марківна, Сагайдаківська Олена Мелетівна, Коломієць Лідія Василівна, Лобаш Тетяна Денисівна.
В 1957 році директором школи було призначено Лотушко М. А. яка була вчителем російської мови і літератури. Лотушко М. М. викладав фізику і математику. З 1967 року директором школи починає працювати Лотушко М. М.
36 років він віддав школі і 26 з них був директором школи. Багато було зроблено колективом школи для зміцнення матеріально — технічної бази школи. Було збудовано приміщення шкільної майстерні, їдальні на 50 посадочних місць. Лотушко М. М. за свою працю нагороджений багатьма ювілейними медалями і, зокрема, медаллю «Ветеран праці».
В 1993 році директором школи було призначено Чернегу Степана Васильовича, який до цього вже довгий час працював у школі вчителем. В 2001 році розпочалося навчання в новому приміщенні школи. Школу було газифіковано.
З 2004 року директором Яринівської ЗОШ працює Хіміна Людмила Федорівна. Вона зуміла зберегти і примножити традиції та здобутки рідної школи. Значно зміцнилася матеріально-технічна база школи. Педагогічний колектив під її керівництвом неодноразово ставав переможцем районних та обласних оглядів та конкурсів.

### Бібліотека
З розповіді старожила села Потапчука Сергія Васильовича в 1947 році було організовано хату-читальню, першим бібліотекарем якої була молода дівчина з Київської області Марченко Ольга Антонівна, яка працювала до 1950 року. Бібліотека знаходилась в невеличкій хатці, займала одну кімнату. Книг у бібліотеці було дуже мало, кілька газет та журналів. Посеред кімнати стояв великий стіл, де люди читали. Працювала бібліотека допізна, тому що люди приходили після робочого дня в бібліотеку, де вони могли переглянути цікаві новини; читальний зал вечорами завжди був заповнений.
В 1951 році було відкрито бібліотеку, яка розмістилася в приміщенні сільського клубу. Завідувачкою бібліотеки працювала Борейчук Тетяна Максимівна. На той час бібліотека була дуже бідна. Всього налічувалось більше 1000 екземплярів книг.
В 1957 році в село приїхала молода спеціалістка Качан Тетяна Миронівна, бібліотекар із середньою спеціальною освітою. Тоді в районі на село було тільки три бібліотекарі з освітою. В бібліотеці нараховувалось уже до 5000 книг.
Після будівництва нової сільської ради в 1982 році бібліотеку помістили на перший поверх, приміщення отоплювалося, бібліотека мала гарні кімнати; читальний зал для дітей та дорослих, відділ обслуговування та книгосховище.
В 1990 році бібліотеці було присвоєно звання «Бібліотека відмінної роботи». Фонд бібліотеки становив 7800 книжкових примірників, читачів — 500, з них дітей— 150.
З 1993 року завідувачкою бібліотеки працює Рудюк Таїсія Володимирівна.
З 2006 року бібліотека знаходиться в приміщенні Яринівської ЗОШ. Незважаючи на те, що приміщення займає всього 36.8 м тут вдало розмістилися і читальна зала і абонемент, книгосховище — 7,1 м. Кількість читальних місць — 4. Загальний книжковий фонд бібліотеки становить 8825 примірників друкованих документів. Щорічно бібліотека обслуговує 500 читачів, з них 130 дітей. Книговидача становить 10000 примірників різногалузевої літератури.
В 2010 році бібліотека підключена до мережі Інтернет. Комп'ютерні технології в роботі бібліотеки використовуються для ефективного обслуговування читачів, створення електронних баз даних, підготовки презентацій, проведення масових заходів з читачами.

## Церква села Яринівка
В селі Яринівка постійно працювала школа, дитячий садочок, ФАП, клуб, а от церкви ніколи не було. У роки комуністичного режиму, коли активно велася антирелігійна пропаганда, про те, що можна збудувати церкву, ніхто і не мріяв. А ось із часів здобуття Україною незалежності люди не боячись, відкрито повернулись душею і серцем до Творця.
В 1992 році на загальних колгоспних зборах порушили питання про те, що час і в нашому селі збудувати храм. Ініціативу громади підтримав тодішній голова колгоспу Бондар Іван Федорович. Тоді ж і вирішили, що колгосп допомагатиме парафіяльній громаді транспортом та цементом.
26 квітня 1993 року було закладено перший камінь у фундамент майбутнього храму Святої Параскеви. Будівництво церкви велося за кошти прихожан. Багато сил, віри в Бога, ентузіазму, наполегливості в будівництво церкви вклали мешканці села: Свиридюк Олексій Григорович, Фесюк Антон Григорович, Чепурко Михайло Федорович, Свиридюк Параскевія Романівна, Сьомак Євстахій Дем'янович, Фесюк Домініка Кирилівна, Потапчук Тетяна Павлівна, Попружук Андрій Ульянович, Мисько Ніна Миколаївна та інші. Велику допомогу надав тодішній депутат Верховної Ради Шершун М. Х., який допомагав лісоматеріалами.
10 листопада 1994 року церква Святої Параскеви зібрала велику кількість людей, навіть із сусідніх сіл, які прийшли розділити радість освячення церкви, отримати благословення в історичний день відкриття.
Церква розташована в центрі села. Споруда побудована на кам'яному фундаменті, є дерев'яною тридільної форми з оригінальним обрамленням вікон. Сходи на хори розташовані в притворі. Підлога в храмі дерев'яна, стелі плоскі і склепчасті, вкриті розписами, внутрішня поверхня стін розписана. Церковне подвір'я вкрите газонами та озеленене деревами, викладена бруківкою доріжка. Огороджена церква сучасною огорожею.
Богослужіння в церкві ведеться старослов'янською мовою, тому що церква належить до Московського патріархату. В храм передана оновлена ікона Троєручниця.
Першим священнослужителем храму в 1995 році стає отець Олександр Майборода, за національністю росіянин. Але через непорозуміння з парафіянами він довго не затримався.
Церковним старостою було обрано Чепурка Михайла Федоровича, церковним касиром Мисько Ніну Миколаївну.
Згодом у червні 1996 року прийшов інший священник отець Андрій Абрамов, який пробув у парафії до лютого 1999 року. Церковним старостою обрали Попружука Андрія Ульяновича.
З лютого 1999 року по грудень 2002 року священиком стає Микола Ткач. В цей час в храмі було проведено водяне опалення та встановлені ринги.
З жовтня 2003 року по серпень 2008 року парафію прийняв священник Ярослав Миронець. За цей період було побудовано церковний будинок для священика.
З жовтня 2008 року настоятелем храму є отець Володимир Якимчук. Він всією душею вболіває за збереження у хорошому стані духовної святині і віддає для цього багато енергії, часу й уміння, а яринівські прихожани бачать в ньому мудрого духівника і просвітителя. В цей час в храмі зводиться і розписується новий Іконостас.
Споконвіку церква була і залишається не тільки окрасою, але й невід'ємною частиною культури. Недарма в народі кажуть: «Село без церкви — не село».

## Люди

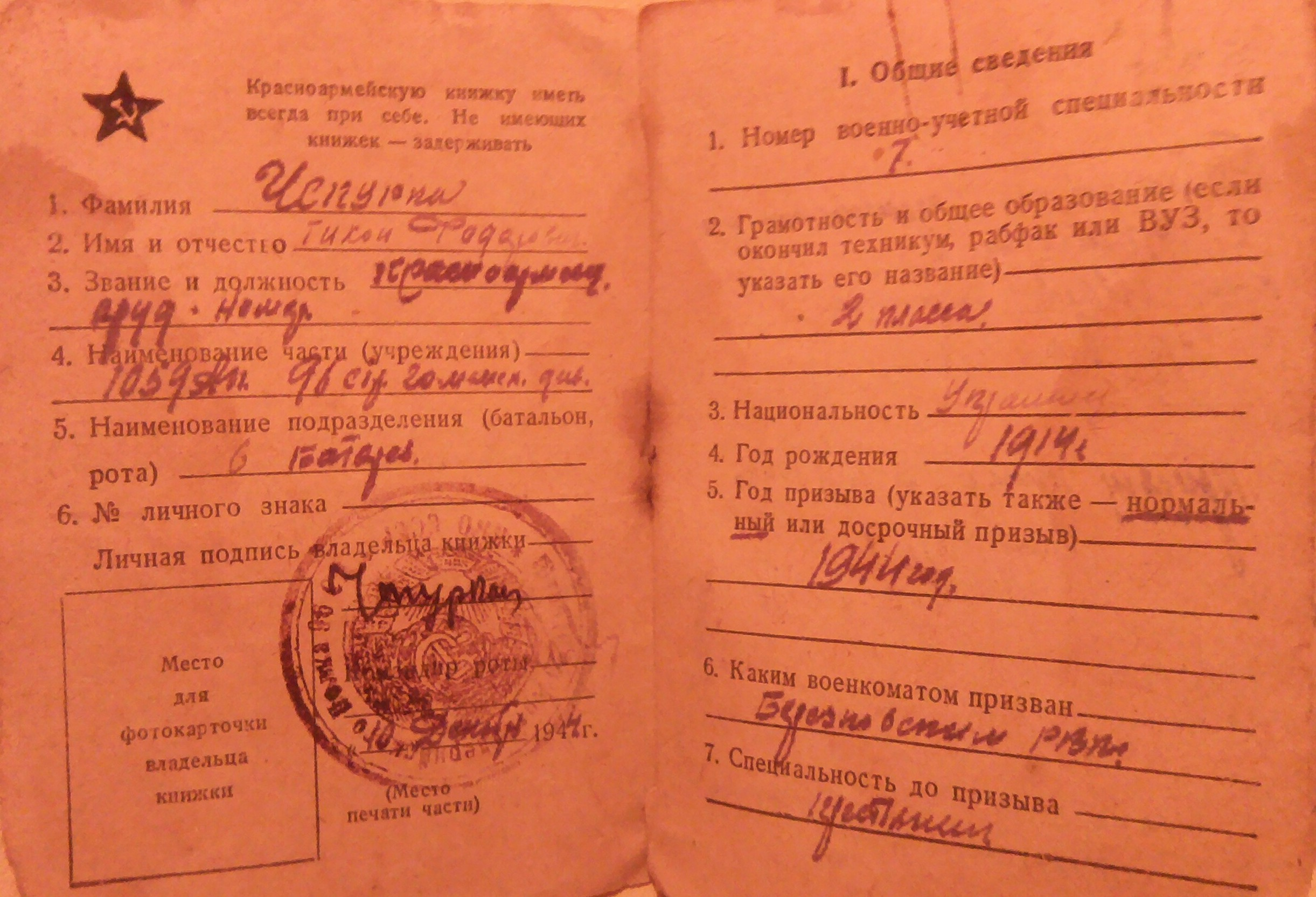
Красноармійська книжка

- Борейчук Трохим Парфенович (1921—?) — український воїн.
- Тихін Федорович Чепурко — військовослужбовець. 1914 року народження. Служив у польській армії з 1935 по 1937 рік. Знову був мобілізований Червоною Армією на фронт 21 січня 1944 року. Воював у складі артилерійського полку, брав участь у захопленні Кенігсберга. Був поранений в бою. В село повернувся в 1946 році. В 50-х роках працював головою місцевого колгоспу.

### Нагороди
- Медаль «За відвагу»
- Медаль «За бойові заслуги»
- Медаль «За взяття Кенігсберга»
- Медаль «За перемогу над Німеччиною у Великій Вітчизняній війні 1941—1945 рр.»